# Medaura scabriuscula
Medaura scabriuscula är en insektsart som först beskrevs av James Wood-Mason 1873.  Medaura scabriuscula ingår i släktet Medaura och familjen Phasmatidae. Inga underarter finns listade i Catalogue of Life.